# طیف‌سنجی تبدیل فوریه فروسرخ

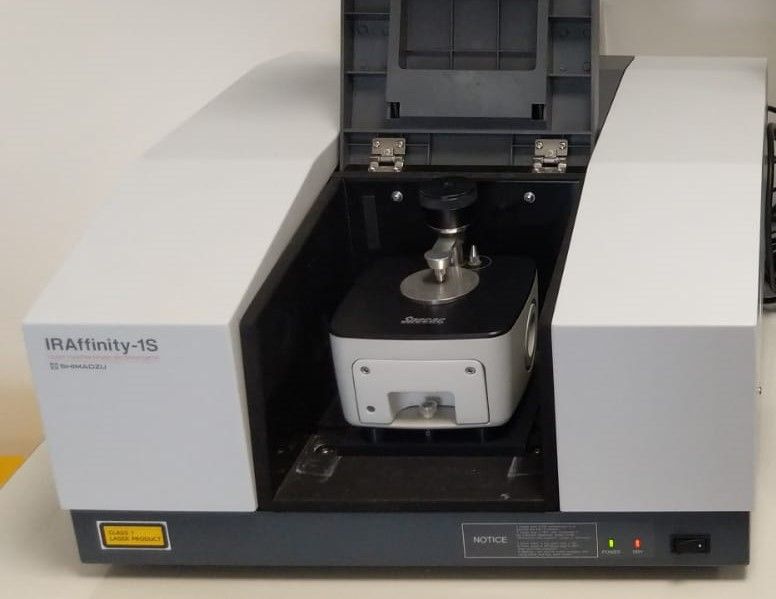
An example of an FTIR spectrometer with an attenuated total reflectance (ATR) attachment

طیف‌سنجی تبدیل فوریه فروسرخ (Fourier-transform infrared spectroscopy) یا به‌طور مختصر FTIR روشی است برای به دست آوردن طیف فروسرخ جذبی یک ماده بر حسب طول موج یا به‌طور دقیق تر عدد موج. بیشتر مواد نور را در بازهٔ فروسرخ (700nm-1mm)جذب می‌کنند و با توجه به طیف جذبی آنان می‌توان به مولفه‌ها و ساختارهای مولکولی پی برد. در این روش برای تبدیل اطلاعات خام (تداخل نگاره) به طیف مورد نظر از تبدیل فوریه استفاده می‌شود.

## تاریخچه
نخستین بار پیتر فلجت فیزیکدان و اخترشناس انگلیسی در سال ۱۹۴۹ از یک تداخل سنج برای اندازه‌گیری نور از اجرام آسمانی استفاده کرد و اولین طیف تبدیل فوریه فروسرخ را تولید کرد. اما تا سال‌ها تنها تعداد اندکی گروه‌های تحقیقاتی که به کامپیوترهای بزرگ و گران‌قیمت دسترسی داشتند می‌توانستند با تحمل ۱۲ ساعت طیف مطلوب خود را از کامپیوتر بگیرند. پیشرفت تکنولوژی به تدریج از هزینه‌ها کاست و بر سرعت انجام تبدیل فوریه افزود. در اواخر سال ۱۹۶۰ با در دسترس قرارگرفتن میکرو کامپیوترهایی که قابلیت انجام تبدیل فوریه را داشتند، طیف‌سنجی تبدیل فوریه تا حدودی تجاری سازی شد. اما اصل تجاری سازی شدن آن به سال ۱۹۶۶ برمی گردد که با ایجاد الگوریتم کولی-توکی امکان تبدیل سریع فوریه (FFT) مهیا شد.

## اصول طیف‌سنجی تبدیل فوریه فروسرخ
زمانی که ماده ای تحت تأثیر تابش فروسرخ قرار می‌گیرد، طیف جذب شده منجر به برانگیختگی مولکول‌ها و گذار ارتعاشی می‌شود. طول موج جذب شده تابعی از اختلاف انرژی بین دو تراز ارتعاشی است؛ لذا با توجه به طول موج‌های جذب شده می‌توان به ترازهای ارتعاشی و ساختار مولکولی ماده پی برد. برای این منظور ابتدا طیف گسیلی زمینه منبع فروسرخ ثبت می‌شود سپس طیف گسیلی با حضور نمونه ثبت می‌شود. نسبت طیف نمونه به طیف زمینه با طیف جذبی رابطهٔ مستقیم دارد چرا که هر طول موجی که در طیف گسیلی زمینه وجود داشته، ولی در طیف نمونه موجود نباشد، توسط نمونه جذب شده‌است.
در این روش طیف‌سنجی منبع شامل گستره ای از فرکانس‌ها (12-120 THz) می‌باشد و برخلاف طیف‌سنجی پاشنده منبع تک فام نمی‌باشد؛ لذا در هر بار پرتو پیش از ورود به نمونه مدوله می‌شود که این فرایند توسط تداخل سنج مایکلسون انجام می‌شود. در تداخل سنج مایکلسون یکی از آینه‌ها متحرک بوده و درهرلحظه موقعیت آن متفاوت است پس طول موج‌های مختلف با نرخ‌های مختلف مدوله شده و پرتویی که در هرلحظه از تداخل سنج خارج می‌شود طیف متفاوتی خواهد داشت. این فرایند چند بار تکرار می‌شود سپس کامپیوتر این اطلاعات را جمع‌آوری و از طریق انجام تبدیل فوریه طیف آن را به کاربر می‌دهد.

## تبدیل فوریه
اشکال موج در واقع جمع تابع‌های سینوسی ساده با فرکانس‌های مختلف هستند. تبدیل فوریه می‌تواند شکل موجی که تابعی برحسب زمان است را به فرکانس‌های تشکیل دهندهٔ آن تجزیه کند. در واقع تبدیل فوریه را می‌توان به شکل موج‌هایی که تابعی از زمان، مکان یا هر متغیر دیگری هستند اعمال کرد و از این طریق موج مربوطه را به تابع‌های سینوسی سازنده آن تجزیه کرد. علت استفاده از تبدیل فوریه در طیف‌سنجی تبدیل فوریه فروسرخ این است
که می‌خواهیم طیفمان بر حسب عدد موج (معکوس طول موج) به دست آید همانند زمانیکه برای به دست آوردن طیف برحسب فرکانس از تابع برحسب زمان آن تبدیل فوریه می‌گیریم. با استفاده از پردازش کامپیوتر اطلاعات خام (جذب نور برای هر موقعیت آینه) به اطلاعات مطلوب (جذب نور برای هر عدد موج) تبدیل می‌شود.

## مزایا
1. یکی از مهم‌ترین ویژگی‌های این روش دادن اطلاعات کمی و کیفی با جزئیات و بدون تخریب نمونه است. (البته در زمان‌هایی که نمونه به علت غلظت بالا تقریباً تمام تابش فروسرخ را جذب می‌کند نیاز است که نمونه را با رقیق کننده‌های شفاف فروسرخ ترکیب کرد که در این صورت قابل بازیابی نخواهد بود)
2. تنوع در استفاده
3. هزینه کم
4. سرعت بالا

## کاربرد
در واقع کاربرد اصلی طیف‌سنجی تبدیل فوریه فروسرخ تشخیص مواد باتوجه به ساختار آن هاست اما همین کاربرد در حوزه‌های مختلف گسترش یافته‌است. از آن جمله:
۱.محیط زیست: این روش در حوزهٔ محیط زیست به عنوان تکنینکی ارزشمند برای بررسی کیفیت هوا، آب و خاک شناخته شده‌است. همچنین به عنوان یک روش «سبز» شناخته می‌شود چراکه استفاده از آن آسیبی برای محیط زیست ندارد. همچنین استفاده از آن مقرون به صرفه بوده و اطلاعات دقیقی ارائه می‌دهد.
۲. غذا: با کمک طیف‌سنجی تبدیل فوریه فروسرخ شرکت‌ها می‌توانند کیفیت محصولات خود را در حین تولید بررسی کنند و در صورت عدم مطابقت با
استانداردهای سلامت به اصلاح آن بپردازند.
۳.داروسازی: از آنجاییکه این روش حساس، آسان و سریع است یک روش مناسب در این حوزه به‌شمار می آیدو برای تحقیقات دارویی و کنترل کیفی و آزمایش‌های این حوزه مورد استفاده قرار می‌گیرد.
۴. کشف جرم: می‌توان از آن برای تشخیص مواد مخدر و سایر موادی که استفاده از آن‌ها مجاز نمی‌باشد استفاده کرد. همچنین برای تشخیص موادی که در صحنه جرم پیدا می‌شوند از جمله تکه‌های کوچک پارچه، لکه‌های خون، تشخیص رنگ ماشین در تصادفات و تشخیص مواد دیگر از نمونه‌های آن است.

## یادداشت
1. ↑  Peter Fellgett
2. ↑  Cooley-Tukey